# Fiat Marea
Der Fiat Marea (Typ 185) ist ein auf dem Kompaktmodell Bravo basierendes Fahrzeug der unteren Mittelklasse der Marke Fiat, das von Spätsommer 1996 bis Ende 2002 gebaut wurde.

## Modellgeschichte
Die Einführung der Marea begann im Herbst 1996 als Limousine und Kombi ("Weekend"). Es standen Motoren von 75 bis 154 PS zur Verfügung.
An Dieselmotoren wurden zwei 1,9-l-Vierzylinder-Motoren mit 75 und 100 PS sowie erstmals ein 2,4-l-5-Zylinder-Motor mit 124 PS (der zweitstärkste mit elektronisch gesteuerter Vorkammereinspritzung) angeboten. Ab dem Modelljahr 1999 standen neben dem 1,9-l-75-PS-Motor (bis 2000) ein neuer 1,9-l-Common-Rail-Motor (JTD) mit 105 PS und ein 2,4-l-JTD mit 130 PS zur Auswahl. Der 2,4-l-JTD war bis Ende 2000 im Programm, der 1,9-l-JTD wurde ab Ende 2000 auf 110 PS gesteigert.
Beim Fünfzylinder-Motor, den es ferner auch in einer 2,0-l-Variante als Benziner gab, gefällt vor allem der sonore Klang der in Reihe erfolgenden Zündungen.
Der Fiat Marea wurde in drei Ausstattungslinien angeboten: SX, ELX und HLX, jedoch variiert der Umfang der Ausstattungen im Detail je nach Land.
Im Sommer 1999 wurde der Marea leicht überarbeitet, vor allem in den Ausstattungsvarianten und dem Interieur (bessere Kunststoffe und Verkleidungen).
Ein weiteres Facelift erfolgte gegen Ende des Jahres 2000 im Zuge der Einführung des neuen Marken-Logos sowie überarbeiteten Motoren. Dabei wurden auch die Heckleuchten des Weekend überarbeitet.
Bis heute ist die herunter klappbare Stoßstange unterhalb der Heckklappe des Weekend ein immer noch recht seltenes Merkmal. Dieses Detail wurde vom Tempra Weekend übernommen.
Die Limousine wurde Anfang 2002 in Europa aus der Produktion genommen, während der Weekend bis Ende 2002 vom Band lief.

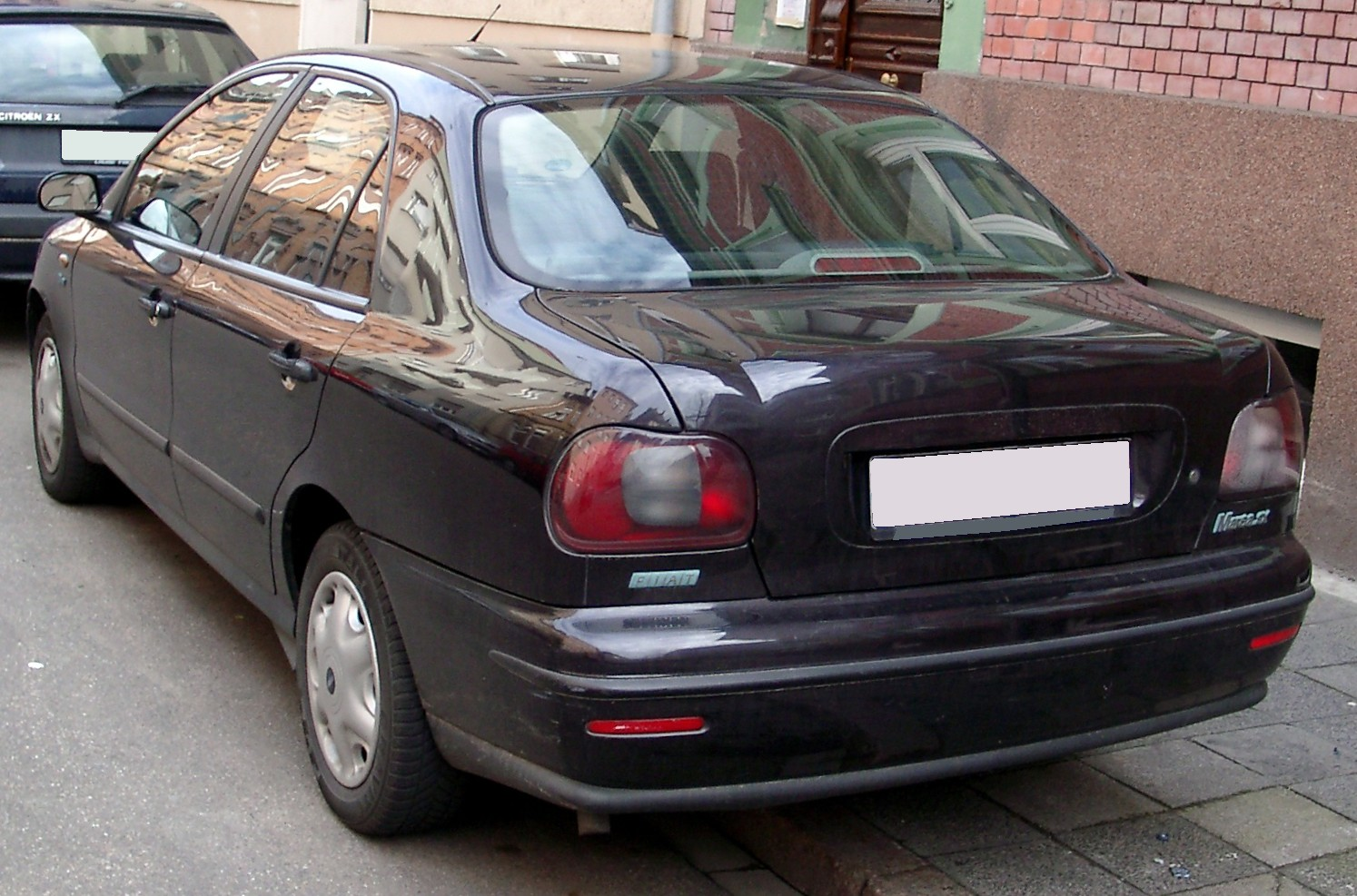
Heckansicht
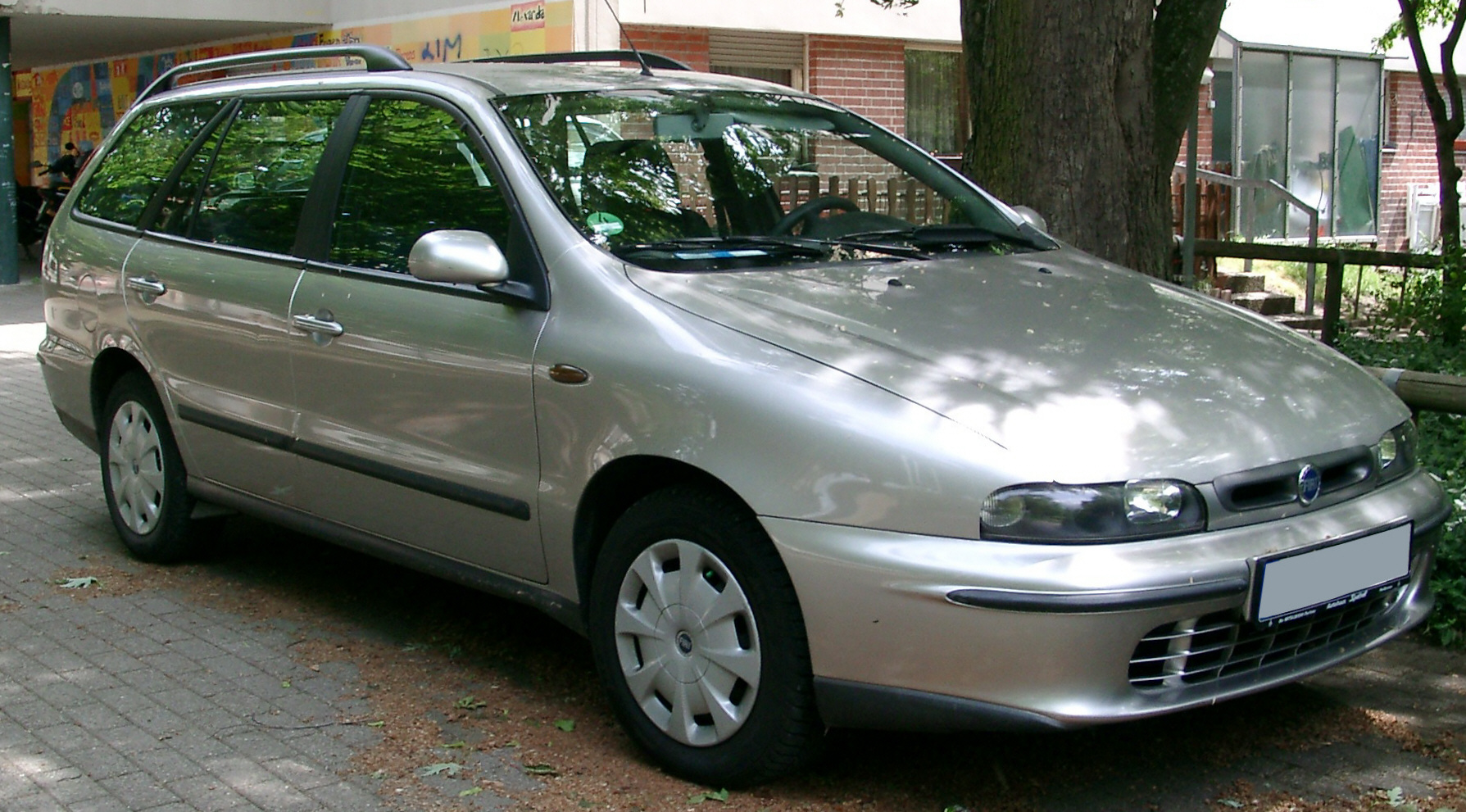
Fiat Marea Weekend (2000–2002)
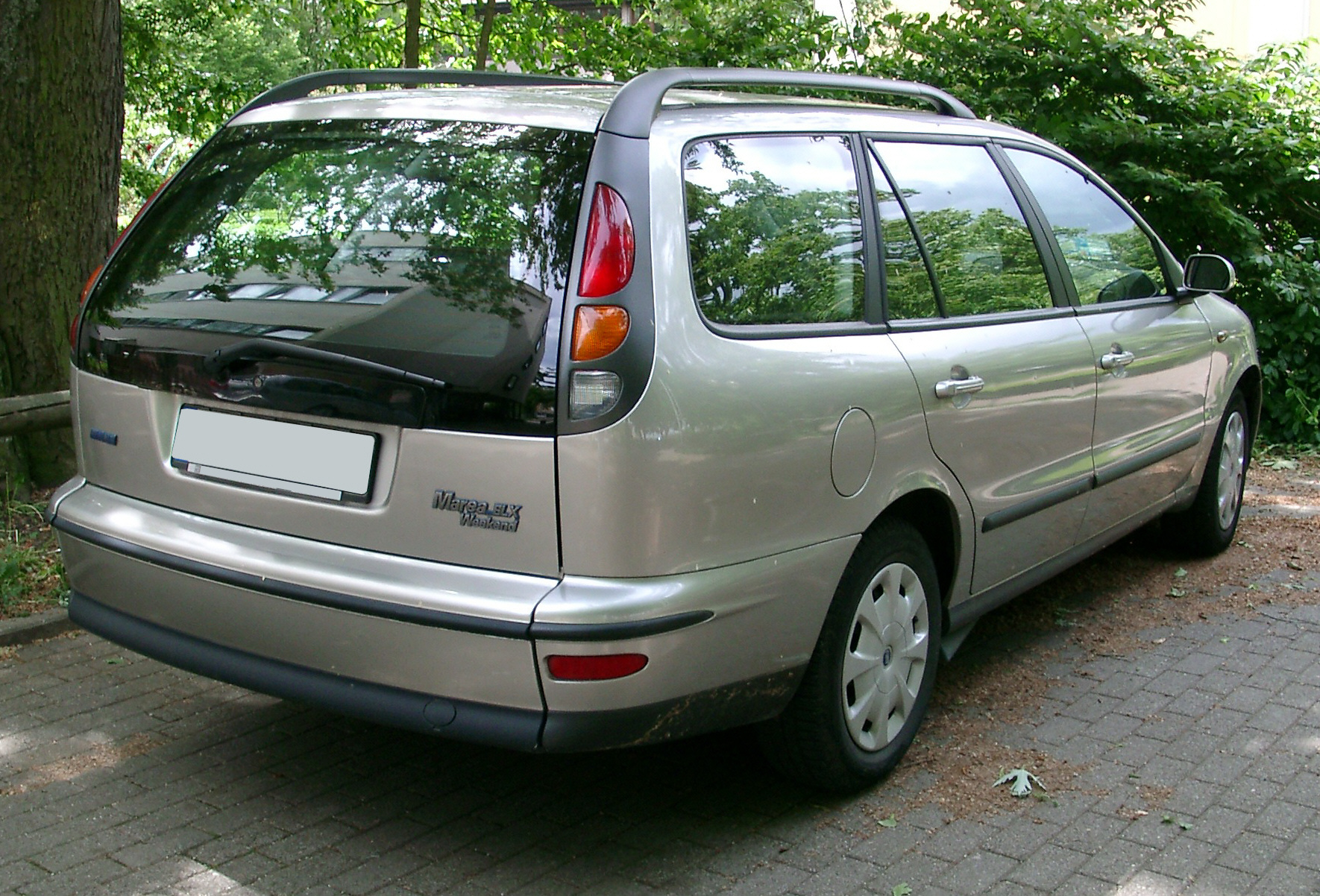
Heckansicht
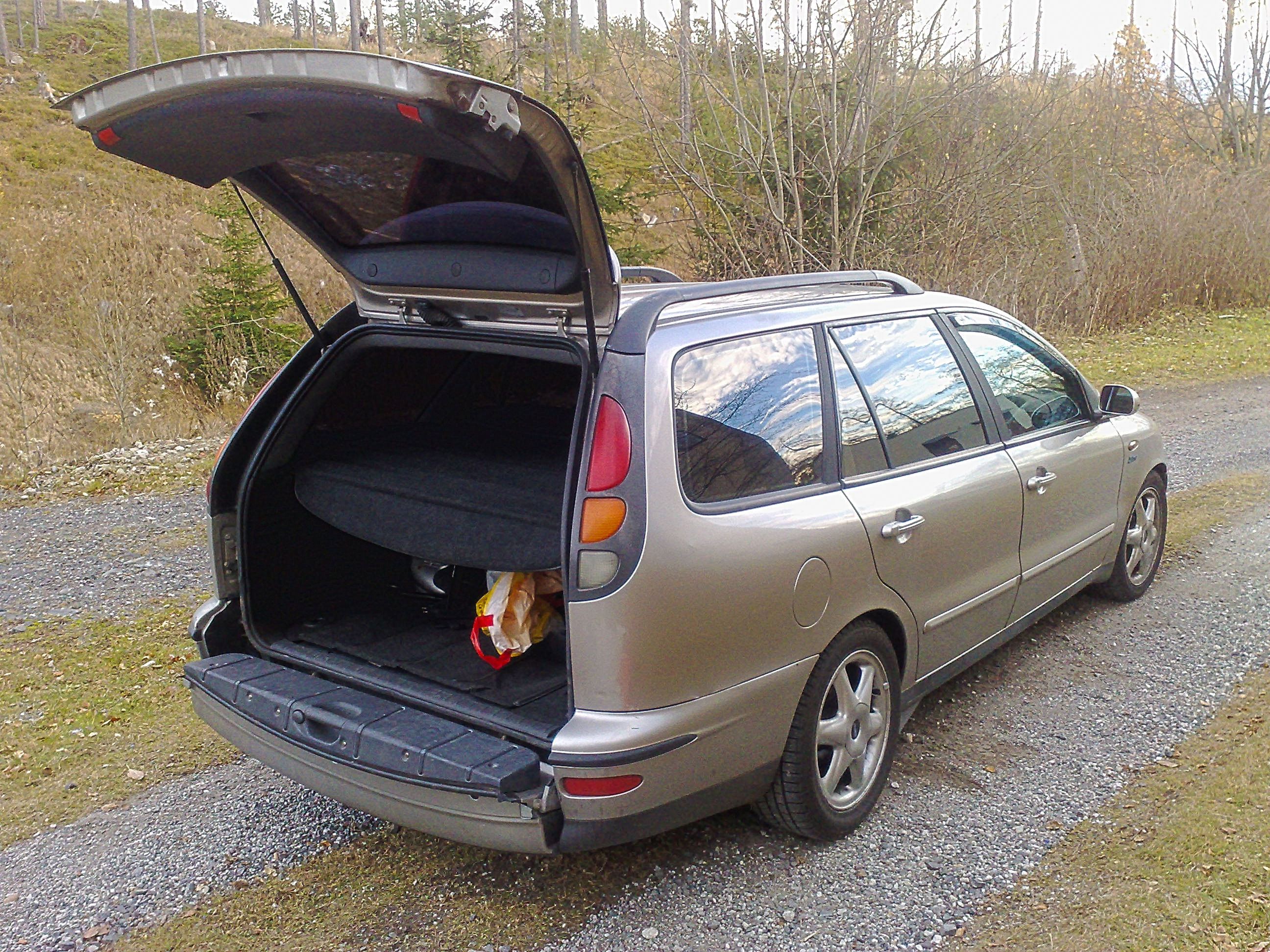
Geöffnete geteilte Heckklappe

In Brasilien wurde er bis zum Jahr 2007 in gleicher Ausführung wie in Europa, aber mit den Rücklichtern des Lancia Lybra produziert.

## Motorenpalette
|                                             | 1.4 12V                    | 1.6 16V 100 16V                     | 100 16V                          | 1.8 16V 115 16V             | 2.0 20V                      | 150 20V                      | 155 20V                      |
| ------------------------------------------- | -------------------------- | ----------------------------------- | -------------------------------- | --------------------------- | ---------------------------- | ---------------------------- | ---------------------------- |
| Bauzeitraum                                 | 09/1996–02/1999            | 09/1996–10/2000                     | 10/2000–12/2002                  | 09/1996–10/2000             | 09/1996–04/1999              | 10/2000–12/2001              | 04/1999–10/2000              |
| Motorkenndaten                              |                            |                                     |                                  |                             |                              |                              |                              |
| Motortyp                                    | R4-Ottomotor               | R4-Ottomotor                        | R4-Ottomotor                     | R4-Ottomotor                | R5-Ottomotor                 | R5-Ottomotor                 | R5-Ottomotor                 |
| Anzahl Ventile                              | 12                         | 16                                  | 16                               | 16                          | 20                           | 20                           | 20                           |
| Ventilsteuerung                             | OHC, Zahnriemen            | DOHC, Zahnriemen                    | DOHC, Zahnriemen                 | DOHC, Zahnriemen            | DOHC, Zahnriemen             | DOHC, Zahnriemen             | DOHC, Zahnriemen             |
| Gemischaufbereitung                         | Zentraleinspritzung        | Saugrohreinspritzung                | Saugrohreinspritzung             | Saugrohreinspritzung        | Saugrohreinspritzung         | Saugrohreinspritzung         | Saugrohreinspritzung         |
| Kühlung                                     | Wasserkühlung              | Wasserkühlung                       | Wasserkühlung                    | Wasserkühlung               | Wasserkühlung                | Wasserkühlung                | Wasserkühlung                |
| Motorkennung                                | 182A3000                   | 182A4000                            | 182B6000                         | 182A2000                    | 182A1000                     | 185A8000                     | 182B7000                     |
| Bohrung × Hub                               | 82,00 × 64,80 mm           | 86,40 × 67,40 mm                    | 80,50 × 78,40 mm                 | 82,00 × 82,70 mm            | 82,00 × 75,65 mm             | 82,00 × 75,65 mm             | 82,00 × 75,65 mm             |
| Hubraum                                     | 1369 cm³                   | 1581 cm³                            | 1596 cm³                         | 1747 cm³                    | 1998 cm³                     | 1998 cm³                     | 1998 cm³                     |
| Verdichtungsverhältnis                      | 9,8:1                      | 10,15:1 (bis 1998) 10,5:1 (ab 1998) | 10,5:1                           | 10,3:1                      | 10,0:1                       | 10,5:1                       | 10,7:1                       |
| max. Leistung                               | 59 kW (80 PS) bei 6000/min | 76 kW (103 PS) bei 5750/min         | 76 kW (103 PS) bei 5750/min      | 83 kW (113 PS) bei 5800/min | 108 kW (147 PS) bei 6100/min | 110 kW (150 PS) bei 6500/min | 113 kW (154 PS) bei 6500/min |
| max. Drehmoment                             | 112 Nm bei 2750/min        | 144 Nm bei 4000/min                 | 145 Nm bei 4000/min              | 154 Nm bei 4400/min         | 186 Nm bei 4500/min          | 181 Nm bei 3750/min          | 186 Nm bei 3750/min          |
| Kraftübertragung                            |                            |                                     |                                  |                             |                              |                              |                              |
| Antrieb                                     | Vorderradantrieb           | Vorderradantrieb                    | Vorderradantrieb                 | Vorderradantrieb            | Vorderradantrieb             | Vorderradantrieb             | Vorderradantrieb             |
| Getriebe, serienmäßig                       | 5-Gang-Schaltgetriebe      | 5-Gang-Schaltgetriebe               | 5-Gang-Schaltgetriebe            | 5-Gang-Schaltgetriebe       | 5-Gang-Schaltgetriebe        | 5-Gang-Schaltgetriebe        | 5-Gang-Schaltgetriebe        |
| Getriebe, optional                          | —                          | 4-Stufen-Automatikgetriebe          | 4-Stufen-Automatikgetriebe       | —                           | —                            | —                            | —                            |
| Messwerte (Marea)                           |                            |                                     |                                  |                             |                              |                              |                              |
| Höchstgeschwindigkeit                       | 172 km/h                   | 187 km/h                            | 187 km/h                         | 195 km/h                    | 207 km/h                     | 208 km/h                     | 210 km/h                     |
| Beschleunigung, 0–100 km/h                  | 13,7 s                     | 10,7 s                              | 10,7 s                           | 10,0 s                      | 8,7 s                        | 8,6 s                        | 8,6 s                        |
| Kraftstoffverbrauch auf 100 km (kombiniert) | 7,1 l S                    | 8,3 l S mit Automatik: 10,3 l S     | 8,1 l S mit Automatik: 8,7 l S   | 8,4 l S                     | 9,8 l S                      | 9,8 l S                      | 9,8 l S                      |
| CO2-Emission (kombiniert)                   | k. A.                      | 197 g/km mit Automatik: 219 g/km    | 192 g/km mit Automatik: 207 g/km | 199 g/km                    | 230 g/km                     | 234 g/km                     | 234 g/km                     |
| Messwerte (Marea Weekend)                   |                            |                                     |                                  |                             |                              |                              |                              |
| Höchstgeschwindigkeit                       | 170 km/h                   | 185 km/h                            | 185 km/h                         | 193 km/h                    | 205 km/h                     | 206 km/h                     | 208 km/h                     |
| Beschleunigung, 0–100 km/h                  | 14,2 s                     | 11,1 s                              | 11,1 s                           | 10,6 s                      | 9,3 s                        | 9,2 s                        | 9,2 s                        |
| Kraftstoffverbrauch auf 100 km (kombiniert) | 7,1 l S                    | 8,4 l S mit Automatik: 9,3 l S      | 8,2 l S mit Automatik: 8,8 l S   | 8,6 l S                     | 9,9 l S                      | 9,9 l S                      | 9,9 l S                      |
| CO2-Emission (kombiniert)                   | k. A.                      | 200 g/km mit Automatik: 222 g/km    | 195 g/km mit Automatik: 210 g/km | 205 g/km                    | 236 g/km                     | 237 g/km                     | 237 g/km                     |
| Abgasnorm                                   | Euro 2                     | Euro 2                              | Euro 3                           | Euro 2                      | Euro 2                       | Euro 3                       | Euro 2                       |

Die Modelle mit Ottomotor sind nicht E10-verträglich.
|                                             | 1.9 TD 75                  | 1.9 TD 100                  | 1.9 JTD 100                 | 1.9 JTD 105                 | 1.9 JTD 110                 | 2.4 TD 125                  | 2.4 JTD 130                 |
| ------------------------------------------- | -------------------------- | --------------------------- | --------------------------- | --------------------------- | --------------------------- | --------------------------- | --------------------------- |
| Bauzeitraum                                 | 09/1996–12/2000            | 09/1996–04/1999             | 01/2002–12/2002             | 04/1999–12/2000             | 10/2000–12/2002             | 09/1996–04/1999             | 04/1999–12/2000             |
| Motorkenndaten                              |                            |                             |                             |                             |                             |                             |                             |
| Motortyp                                    | R4-Dieselmotor             | R4-Dieselmotor              | R4-Dieselmotor              | R4-Dieselmotor              | R4-Dieselmotor              | R5-Dieselmotor              | R5-Dieselmotor              |
| Anzahl Ventile                              | 8                          | 8                           | 8                           | 8                           | 8                           | 10                          | 10                          |
| Ventilsteuerung                             | OHC, Zahnriemen            | OHC, Zahnriemen             | OHC, Zahnriemen             | OHC, Zahnriemen             | OHC, Zahnriemen             | OHC, Zahnriemen             | OHC, Zahnriemen             |
| Gemischaufbereitung                         | Vorkammereinspritzung      | Vorkammereinspritzung       | Common-Rail-Einspritzung    | Common-Rail-Einspritzung    | Common-Rail-Einspritzung    | Vorkammereinspritzung       | Common-Rail-Einspritzung    |
| Kühlung                                     | Wasserkühlung              | Wasserkühlung               | Wasserkühlung               | Wasserkühlung               | Wasserkühlung               | Wasserkühlung               | Wasserkühlung               |
| Motorkennung                                | 182A8000                   | 182A7000                    | 182B9000                    | 182B4000                    | 186A6000                    | 185A2000                    | 185A6000                    |
| Bohrung × Hub                               | 82,00 × 90,40 mm           | 82,00 × 90,40 mm            | 82,00 × 90,40 mm            | 82,00 × 90,40 mm            | 82,00 × 90,40 mm            | 82,00 × 90,40 mm            | 82,00 × 90,40 mm            |
| Hubraum                                     | 1910 cm³                   | 1910 cm³                    | 1910 cm³                    | 1910 cm³                    | 1910 cm³                    | 2387 cm³                    | 2387 cm³                    |
| Verdichtungsverhältnis                      | 20,7:1                     | 20,7:1                      | 18,45:1                     | 18,45:1                     | 18,45:1                     | 20,7:1                      | 18,45:1                     |
| max. Leistung                               | 55 kW (75 PS) bei 4200/min | 74 kW (100 PS) bei 4200/min | 74 kW (100 PS) bei 4000/min | 77 kW (105 PS) bei 4000/min | 81 kW (110 PS) bei 4000/min | 91 kW (124 PS) bei 4000/min | 96 kW (130 PS) bei 4000/min |
| max. Drehmoment                             | 147 Nm bei 2750/min        | 200 Nm bei 2250/min         | 200 Nm bei 1500/min         | 200 Nm bei 1500/min         | 200 Nm bei 1500/min         | 265 Nm bei 2000/min         | 304 Nm bei 2000/min         |
| Kraftübertragung                            |                            |                             |                             |                             |                             |                             |                             |
| Antrieb                                     | Vorderradantrieb           | Vorderradantrieb            | Vorderradantrieb            | Vorderradantrieb            | Vorderradantrieb            | Vorderradantrieb            | Vorderradantrieb            |
| Getriebe                                    | 5-Gang-Schaltgetriebe      | 5-Gang-Schaltgetriebe       | 5-Gang-Schaltgetriebe       | 5-Gang-Schaltgetriebe       | 5-Gang-Schaltgetriebe       | 5-Gang-Schaltgetriebe       | 5-Gang-Schaltgetriebe       |
| Messwerte (Marea)                           |                            |                             |                             |                             |                             |                             |                             |
| Höchstgeschwindigkeit                       | 167 km/h                   | 180 km/h                    | —                           | 185 km/h                    | 188 km/h                    | 195 km/h                    | 197 km/h                    |
| Beschleunigung, 0–100 km/h                  | 15,2 s                     | 11,1 s                      | —                           | 10,8 s                      | 10,8 s                      | 10,5 s                      | 10,0 s                      |
| Kraftstoffverbrauch auf 100 km (kombiniert) | 6,4 l D                    | 6,7 l D                     | —                           | 5,6 l D                     | 5,4 l D                     | 7,5 l D                     | 6,7 l D                     |
| CO2-Emission (kombiniert)                   | 169 g/km                   | 176 g/km                    | —                           | 149 g/km                    | 144 g/km                    | 199 g/km                    | 177 g/km                    |
| Messwerte (Marea Weekend)                   |                            |                             |                             |                             |                             |                             |                             |
| Höchstgeschwindigkeit                       | 165 km/h                   | 179 km/h                    | 184 km/h                    | 183 km/h                    | 186 km/h                    | 193 km/h                    | 195 km/h                    |
| Beschleunigung, 0–100 km/h                  | 15,5 s                     | 11,5 s                      | k. A.                       | 11,2 s                      | 11,2 s                      | 11,0 s                      | 10,3 s                      |
| Kraftstoffverbrauch auf 100 km (kombiniert) | 6,5 l D                    | 6,8 l D                     | 5,5 l D                     | 5,7 l D                     | 5,5 l D                     | 7,7 l D                     | 6,8 l D                     |
| CO2-Emission (kombiniert)                   | 173 g/km                   | 180 g/km                    | 150 g/km                    | 151 g/km                    | 146 g/km                    | 204 g/km                    | 180 g/km                    |
| Abgasnorm                                   | Euro 2                     | Euro 2                      | Euro 3                      | Euro 2                      | Euro 3                      | Euro 2                      | Euro 2                      |

## Konzernverwandtschaften
Fiat ordnete den Marea in die Mittelklasse ein, das Fahrzeug ist bis zur B-Säule sichtbar dem Fiat Bravo und Brava (Kompaktklasse) ähnlich. Aber auch unter dem Blech waren die Gemeinsamkeiten nicht zu übersehen, schließlich basierte der Marea auf dem Bravo/Brava. Die Marea erhielten wuchtigere Stoßfänger und eine breitere Spur. Dadurch sollten sie größer erscheinen.
Der Fiat Multipla, ein sechssitziger Van mit außergewöhnlicher Anordnung der Sitze, basiert im Wesentlichen auf der Technik des Bravo.

## Nachfolger
Der Fiat Marea Weekend wurde Anfang 2003 durch den Fiat Stilo Multiwagon ersetzt. Der im Sommer 2007 vorgestellte Fiat Linea ist der indirekte Nachfolger der Marea Limousine, da dieser die Plattform des in der Kleinwagenklasse angesiedelten Fiat Grande Punto verwendet.

## Sonderversionen
Auf einigen Märkten wurde der Marea Weekend in einer Nutzfahrzeugversion als Fiat Marengo mit Dieselmotor und ohne Rückbank verkauft.
Für den Taxiverkehr der Insel Capri baute Fiat traditionell Sonderversionen seiner Modelle als Cabrio. Die Limousinenversion des Marea wurde um 70 cm gestreckt, um Platz für zwei Rückbänke (von denen die vordere wegklappbar ist) zu schaffen. Nur der Fahrer sitzt in einer geschlossenen Kabine. Die hinteren vier Plätze können durch ein Verdeck geschlossen oder durch eine Markise beschattet werden.

## Produktion weltweit

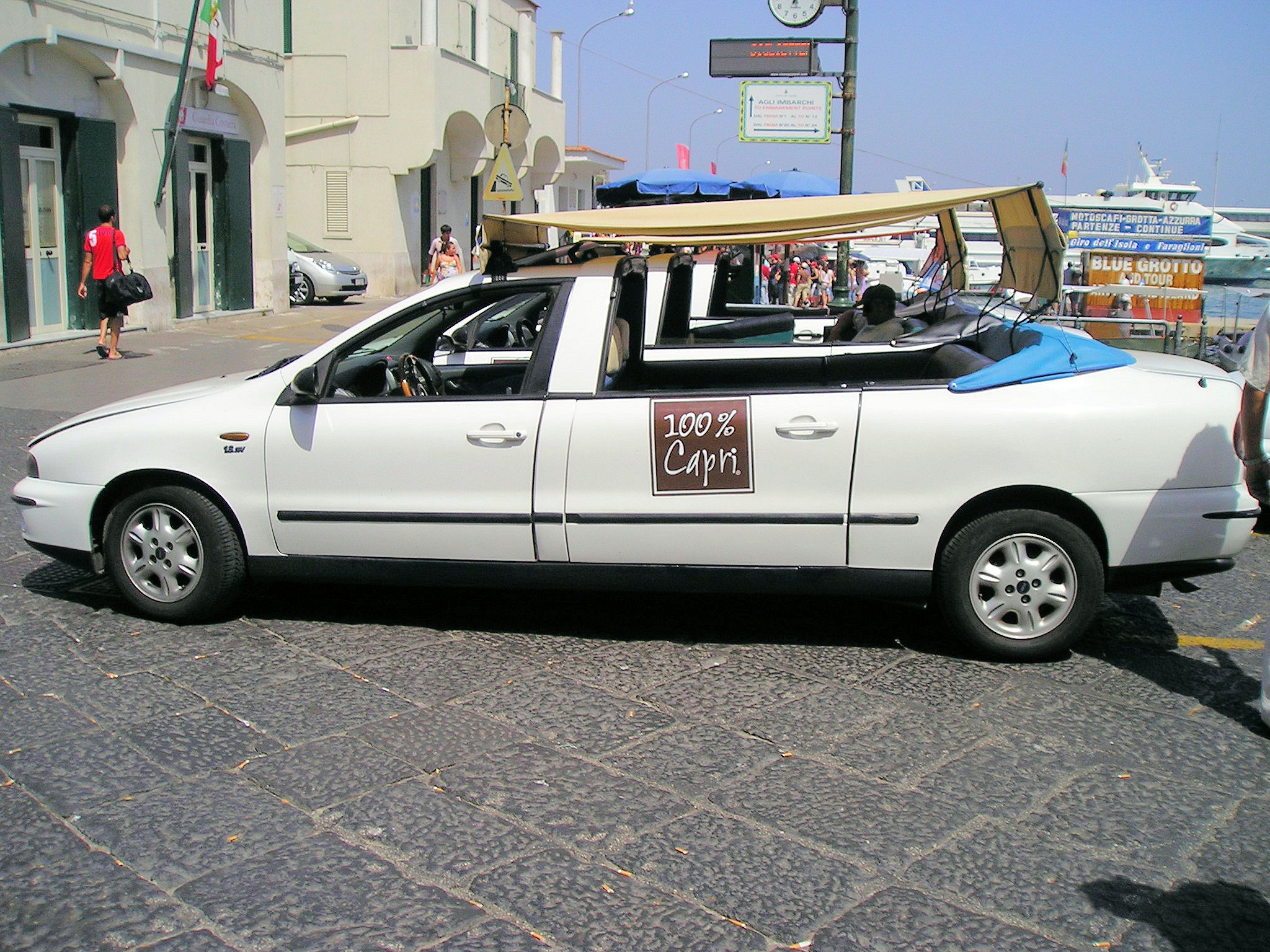
Fiat Marea als Taxi auf Capri

Der Marea wurde bis Februar 2008 in einer überarbeiteten Version und mit stärkeren Motoren (z. B. als 2.0 20V Turbo) in Brasilien produziert.
Bis Ende 2007 baute die türkische Marke Tofaş das Fahrzeug in Lizenz, u. a. in einer hochwertigeren Version mit Lederinterieur und Soundanlage.